# Lance Reddick
Pour les articles homonymes, voir Reddick.
Lance Reddick, né le 7 juin 1962 à Baltimore (Maryland) et mort le 17 mars 2023 à Los Angeles (Californie), est un acteur américain.
Après des études de musique, Lance Reddick décide de prendre des cours de comédie à partir du début des années 1990. Il apparait sur les planches et tient quelques rôles mineurs à la télévision, avant d'être révélé grâce au rôle de l'inspecteur infiltré Johnny Basil dans la série carcérale Oz (2000-2001). Il rencontre un plus grand succès grâce à son rôle du lieutenant Cedric Daniels dans la série télévisée Sur écoute (2002-2008). Ce rôle lui permettra de régulièrement jouer les figures d'autorités.
Par la suite, Lance Reddick devient un visage familier de la télévision, jouant notamment Matthew Abaddon dans Lost (2008-2009), Phillip Broyles dans Fringe (2008-2013), Papa Legba dans American Horror Story (2014 et 2018), le chef Irvin Irving dans Bosch (2014-2021) puis Bosch: Legacy (2023), ou encore Christian DeVille dans Corporate (en) (2018-2020). Sur grand écran, il est notamment connu pour son rôle de Charon, le concierge du Continental Hotel, dans la franchise d'action John Wick (2014-2023).
Également voix familière de la télévision, il interprète Cutler dans Tron : La Révolte (2012-2013), Ra's al Ghul dans Prenez garde à Batman ! (2014), Alan Rails dans Rick et Morty (2017) puis The Vindicators (en) (2022), le général Lunaris dans Ducktales (2019), le capitaine dans Castlevania (2020), l'agent Clappers dans Paradise PD (2020-2022), Renzo dans Farzar (2022) ou encore Thordak dans La Légende de Vox Machina (2023-2024).
Acteur polyvalent jouant sur tous les supports, il incarne le rôle du commandant Zavala dans les jeux Destiny (2014-2023), Martin Hatch dans le jeu Quantum Break (2016), Sylens dans les jeux Horizon Zero Dawn (2017) et Horizon Forbidden West (2022), ou encore Thomas Wayne dans la fiction audio Batman: Unburied (2022). Parallèlement, il publie un album musical, Contemplations & Remembrances, en 2007.
Acteur prolifique qui sait s'adapter à tous les médias, Lance Reddick a son nom au générique de plus d'une centaine d'œuvres étalées sur près d'une trentaine d'années.

## Biographie

### Jeunesse
Lance Reddick est né le 7 juin 1962 à Baltimore (Maryland), aux États-Unis.
Il étudie les compositions classiques à l'école de musique Eastman, à Rochester.
Il rencontre des difficultés à vivre de cette passion et enchaine donc les emplois dans divers domaines, jusqu'à ce qu'une blessure au dos lui fasse reconsidérer son avenir.
Ainsi, il se lance vers la carrière de comédien au début des années 1990 et obtient en 1994 une maitrise des beaux-arts à l'école dramatique (en) de l'université Yale,.

### Carrière

#### Révélation
En 1995 au Manhattan Theatre Club, il joue un mystérieux serveur dans la pièce Afterplay de Anne Meara. Après un long parcours de la pièce, il la rejoue en 1997 au Westport Country Playhouse (en).
À partir du milieu des années 1990, il apparait brièvement dans des séries comme New York Undercover (1996) ou À la Maison-Blanche (The West Wing, 1999) ainsi que dans des téléfilms.
Il joue en 2000 dans la mini-série The Corner de David Simon diffusée en 2000 sur HBO, ou encore dans quelques épisodes de New York, unité spéciale en 2000 et 2001.
À la même période, Lance Reddick apparaît dans une autre des séries phares d'HBO, Oz. Dans cette série carcérale, Reddick y tient durant sa quatrième saison le rôle de l'inspecteur Johnny Basil qui connait une descente aux enfers après s'être infiltré dans la prison qui sert de cadre à la série. Il apparait également en 2001 dans un épisode de New York, police judiciaire, son personnage, bien que mineur, reste un des plus marquants comme il en parle au Miami Herald en 2010 : « J'ai joué un capitaine de l'armée de la Sierra Leone en 2001[…]et j'ai dû apprendre l'accent de la Sierra Leone. À ce jour, c'est mon personnage préféré, le personnage dont je suis le plus fier. »,.

#### Une présence qui devient rapidement familière

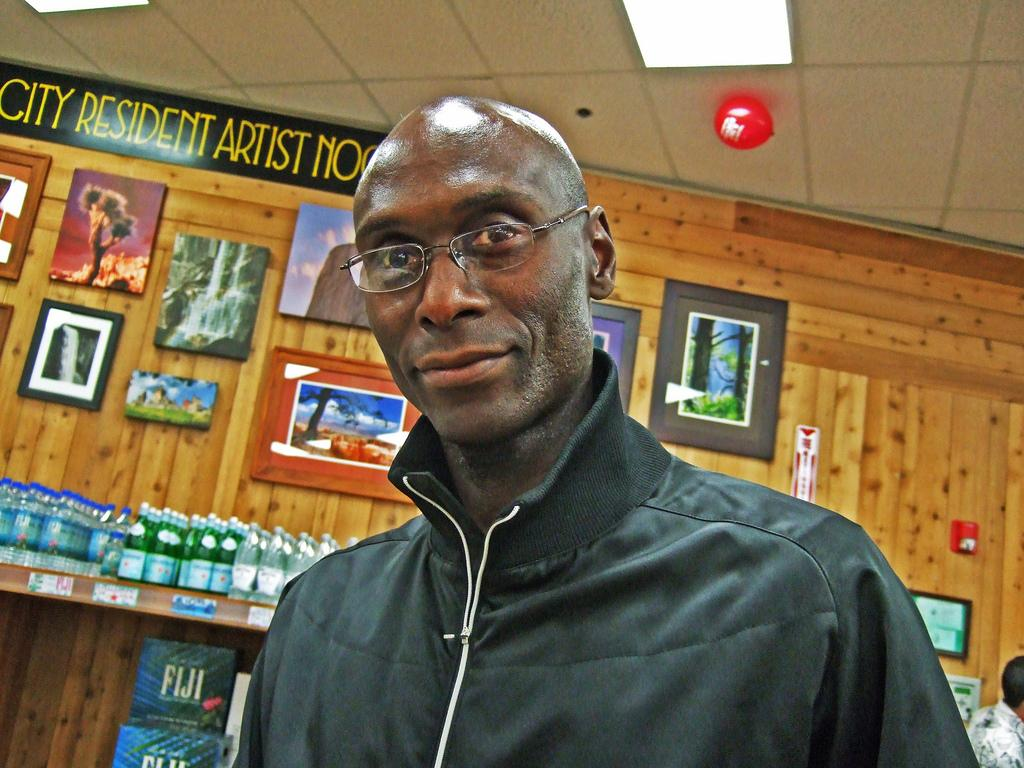
Lance Reddick en 2008.

Toujours sur HBO et de nouveau pour David Simon, il tient le personnage récurrent de premier plan Cedric Daniels durant les cinq saisons de l'acclamée série Sur écoute (The Wire),,. Ce policier gradé, lieutenant lors de la première saison, évoluera parallèlement au développement de l'intrigue jusqu'au poste commissaire de police. Ce rôle lui permet par la suite de « jouer de nombreuses figures d'autorité intimidantes qui parlent beaucoup » comme il le déclare au The IMDB Show. Au sujet de la série, il déclare qu'elle l'a aidée à comprendre « à quel point mon travail d'acteur peut être important, socialement et politiquement, pas seulement artistiquement »,.
De nouveau sur les planches en 2006 au Signature Theatre Company (en), il apparait dans la pièce Seven Guitars (en) d'August Wilson, dans laquelle ses talents de musicien lui permettent d'interpréter le joueur de blues Floyd.

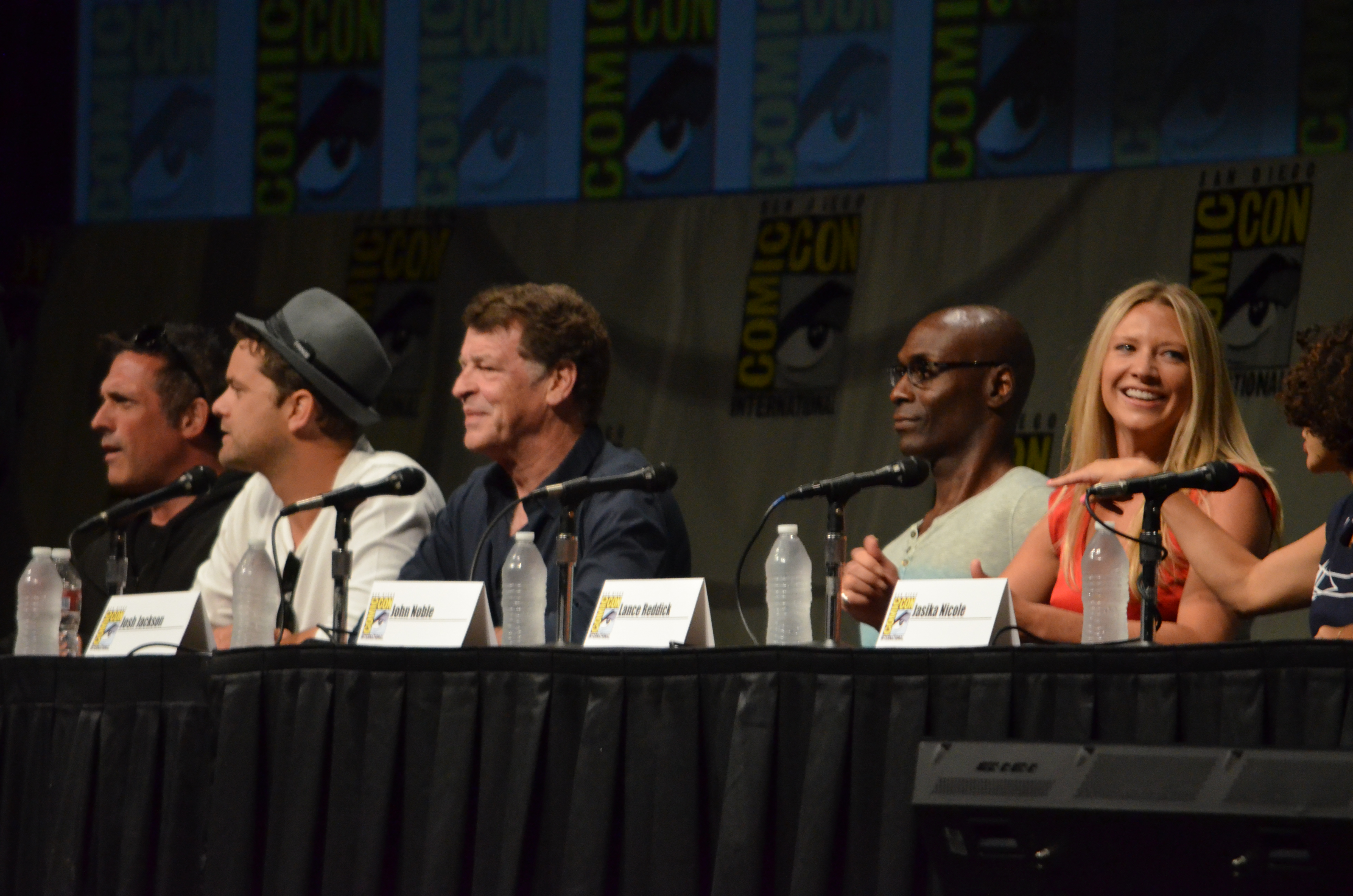
L'acteur en 2012, avec plusieurs de ses partenaires de jeu de la série Fringe.

Il sort également un album, Contemplations & Remembrances, en 2007.
Après des seconds rôles obtenus dans Les Experts : Miami de 2005 à 2006 et Numbers en 2007[réf. nécessaire], il tient le rôle de Matthew Abaddon dans trois épisodes de la quatrième saison de Lost. J. J. Abrams, un des créateurs de cette dernière série, fait appel à lui pour endosser l'un des rôles principaux de sa nouvelle fiction, Fringe, ce qui écarte Reddick de la série après une brève apparition dans la cinquième saison alors que son personnage devait avoir une plus grande importance.
Ainsi, Reddick incarne durant les cinq saisons de la série Fringe, le personnage de Phillip Broyles, agent du FBI responsable de la section controversée qui enquête sur les phénomènes étranges et inexpliqués, dans laquelle opèrent Olivia Dunham (Anna Torv), Peter Bishop (Joshua Jackson) et son père Walter Bishop (John Noble), ainsi qu'Astrid Farnsworth (Jasika Nicole). Inspirée par des séries fantastiques comme The X-Files, The Twilight Zone ou encore Night Stalker, la série connait un certain succès durant la diffusion de ses 100 épisodes,,,.
En 2009, il tient le rôle de Carter dans le jeu vidéo 50 Cent: Blood on the Sand.
En 2010, il tient un petit rôle dans le film Jonah Hex de Jimmy Hayward, d'après le personnage de DC Comics. Il apparait également dans le douzième épisode de la série Svetlana (en)[source insuffisante].
En 2011, il montre son côté comique en jouant le rôle de Reggie, membre du mouvement Black Power, dans le cinquième épisode de la septième saison de la sitcom It's Always Sunny in Philadelphia. Il apparait également dans le film post-apocalyptique Remains de Colin Theys, d'après la série de comics (en)[source insuffisante].

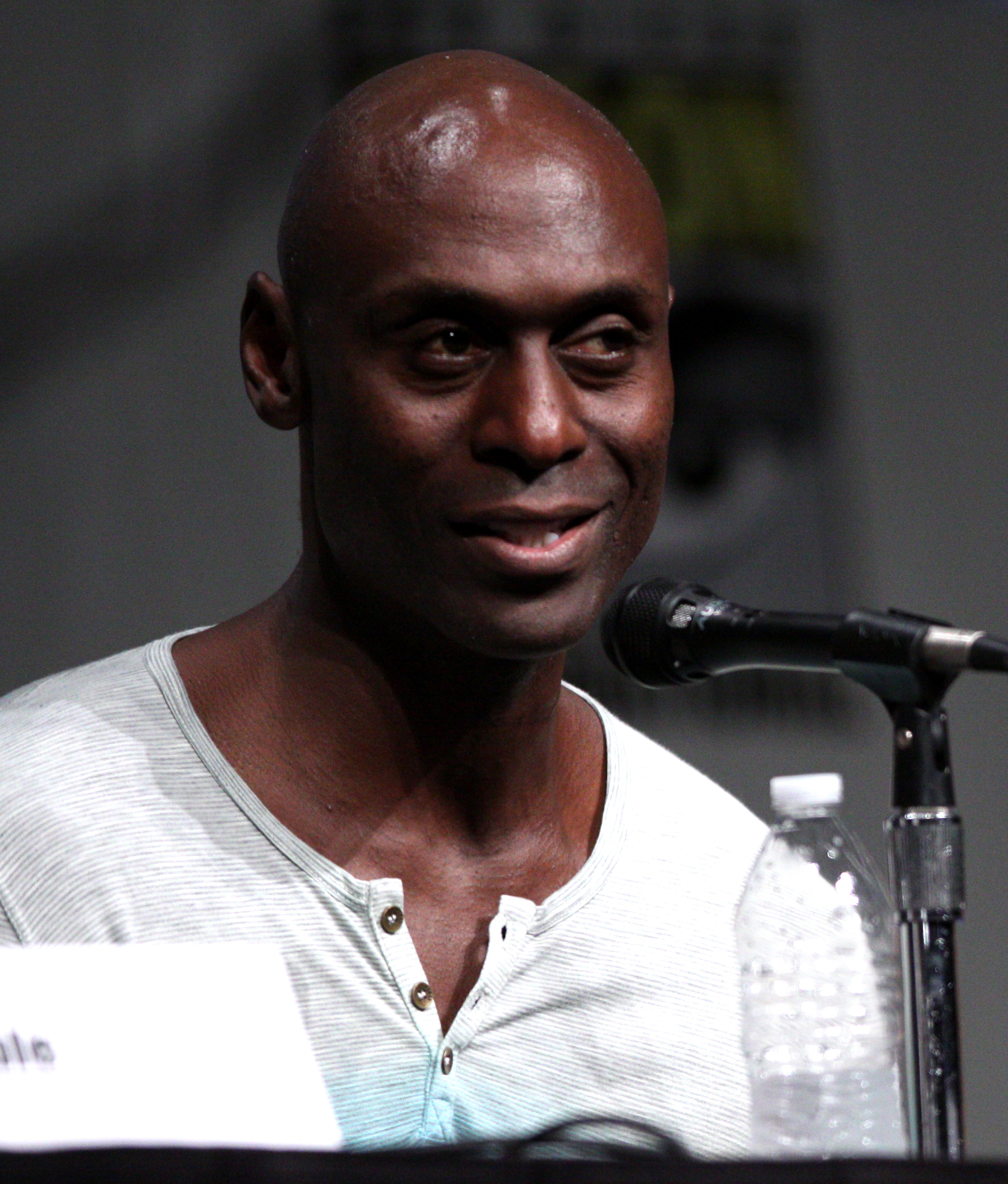
Lance Reddick en 2012.

De 2012 à 2013, il prête sa voix à Cutler, dans la série d'animation TRON: Uprising qui se déroule dans la franchise Tron débutée en 1982 par le film homonyme de Steven Lisberger et remise sur le devant de la scène en 2010 grâce au film Tron: Legacy de Joseph Kosinski. Sachant jouer de sa personne, il apparait en 2012 dans la peau d'un manager autoritaire pour le sketch Toys R Me de l'émission Funny or Die. Il joue également dans le film De leurs propres ailes (Won't Back Down) de Daniel Barnz, apparait dans la web-série de science-fiction Dr0ne diffusée sur Youtube, et prête sa voix au super-héros de Marvel Comics Sam Wilson / le Faucon dans la série d'animation Avengers : L'Équipe des super-héros (The Avengers: Earth's Mightiest Heroes),,.
En 2013, il joue un vice-chef d'État-Major des armées dans le film White House Down de Roland Emmerich. Il apparait également dans la relecture par le cinéaste Spike Lee du film Old Boy de Park Chan-wook. Le temps d'un épisode de sa troisième saison, il sert de thérapeute à Elijah Wood dans la sitcom Wilfred. Il fait également une apparition remarquée dans la parodie absurde de talk-shows The Eric Andre Show.

#### Un acteur sur tous les fronts
En 2014, il prête ses traits à Charon, le concierge de l'hôtel Continental dans le film John Wick mettant en scène Keanu Reeves dans le rôle titre. Pour le rôle, il prend un accent du Kenya. Le film, d'un budget de 20 millions de dollars connait un certain succès en glanant 86 millions de dollars au box office mondial. Soutenu par de solides critiques, le film relance la carrière de Reeves et enclenche également une franchise à laquelle Lance Reddick participe continuellement durant neuf années,,. Il apparait également dans le salué thriller psychologique The Guest d'Adam Wingard, dans lequel il tient le rôle d'un militaire.
L'année 2014 est également une année riche du côté de la télévision. Ainsi, il incarne Papa Legba, dans Coven, troisième saison de la série anthologique horrifique American Horror Story. La même année, il apparait dans le rôle du chasseur de primes « le Cowboy », dans deux épisodes de la première saison de la série The Blacklist, tout en prêtant sa voix au personnage de DC Comics et ennemi de Batman, Ra's al Ghul, dans la série d'animation Beware the Batman,. Il tient également le rôle récurrent du directeur central du renseignement Jeffrey Tetazoo dans la série Intelligence de CBS. La série portée par Josh Holloway est annulée au bout de son unique saison.
Malgré ce déboire, l'acteur trouve un nouveau rôle majeur dans sa carrière, celui du chef Irvin Irving, haut gradé du Los Angeles Police Department, dans la série Bosch, portée par Titus Welliver et d'après les romans de Michael Connelly. Il tient le rôle tout au long de la série, soit jusqu'à la septième saison diffusée en 2021. Réticent à l'idée de tourner le pilote car il ne voulait pas de nouveau jouer un policier et que ce rôle « pourrait être le clou du cercueil en termes de rôles catalogués », il l'accepte finalement, décrivant son personnage comme « différent de ceux auxquels j'ai joué dans le passé. C'est presque plus un politicien qu'un policier. Dès le début, Irving était un animal politique. Il est vraiment intelligent et il aime le jeu de pouvoir. Je n'ai jamais vraiment joué un personnage comme ça auparavant. »,,,.
Il est également l'interprète du commandant Zavala dans le jeu vidéo Destiny du studio Bungie Studios. Ce jeu de tir à la première personne qui puise dans la science fiction est un des jeux vidéo les plus chers, avec un budget de production de 140 000 000 US$ pour un budget total de 500 000 000 US$,. Tenant le rôle dans les diverses suites du jeu pendant près d'une dizaine d'années, Lance Reddick explique à plusieurs reprises être devenu proche de la communauté qui s'est formée autour de la franchise, et que lui-même en est un avide joueur,. Enfin, il prête sa voix à un personnage dans le court-métrage animé de science-fiction Parallel Man: Infinite Pursuit, qui comprend également Ming-Na Wen et John Cho.
En 2015, de nouveau dans la peau d'un haut gradé de la police, il questionne le parcours de Kate Beckett, jouée par Stana Katic, dans l'ultime épisode de la septième saison de la série Castle.
En 2016, il participe à l'ambitieux projet Quantum Break du studio de jeux vidéo finlandais Remedy Entertainment. Ce jeu vidéo de tir à la troisième personne, qui aborde le voyage dans le temps, se veut être cross-média et propose une mini-série dont les épisodes sont diffusés après chaque chapitre du jeu. L'œuvre globale comprend dans sa distribution des acteurs de renoms comme Shawn Ashmore, Dominic Monaghan et Aidan Gillen qui joue l'antagoniste. Quant à Reddick, il joue le bras droit de ce dernier, Martin Hatch.
En 2017, il reprend le rôle de Charon dans le deuxième volet de la franchise John Wick, le jeu en réalité virtuelle John Wick Chronicles, ainsi que dans le contenu téléchargeable John Wick Heists du jeu de braquage coopératif Payday 2,,. Il tient également un rôle majeur, celui de Sylens, dans le jeu vidéo Horizon Zero Dawn qui est une exclusivité pour le studio Sony Interactive Entertainment. Bien que le personnage reprenne ses traits du visage, c'est un autre comédien qui a joué le personnage en capture de mouvement. Toujours pour la scène vidéoludique, il reprend le rôle du commandant Zavala dans le jeu vidéo Destiny 2 ainsi que dans ses diverses extensions sorties au fil des ans,. À la suite du décès de l'acteur, le studio Bungie annonce en août 2023 que Keith David sera la nouvelle voix du personnage à partir de l'extension The Final Shape.
Il prête sa voix au super-héros Alan Rails dans le quatrième épisode de la troisième saison de Rick et Morty.
De 2018 à 2020, il joue le rôle de Christian DeVille durant les trois saisons de la sitcom satirique Corporate (en),. Parallèlement, il reprend également le rôle de Papa Legba en 2018 dans la huitième saison de la série American Horror Story, intitulée Apocalypse, tout en apparaissant dans le film d'horreur post-apocalyptique The Domestics de Mike P. Nelson, le thriller horrifique Monster Party (en) de Chris von Hoffmann et le drame Canal Street (en) de Rhyan LaMarr,,,. Il apparait également dans le drame Little Woods de Nia DaCosta, dont la première s'est déroulée au Festival du film de Tribeca. Tenant le rôle de Carter, il explique son intérêt à prendre part au film : « Je n'avais jamais vu cette histoire auparavant. J'ai été vraiment impressionné par la réalisatrice, Nia DaCosta. C'était l'un de ces projets que je n'ai pas fait pour le rôle; Je l'ai fait à cause du projet lui-même. C'était si spécial et si important que je voulais en faire partie. De temps en temps, vous rencontrerez une personne et vous voyez qu'elle va devenir une star. Après avoir rencontré Nia, je me suis dit : « Wow, je veux être dans son premier film. » »,.
En 2019, il reprend une nouvelle fois le rôle de Charon dans le film John Wick Parabellum ainsi que dans le jeu vidéo John Wick Hex (en),. La même année, il prête sa voix au général Lunaris dans la deuxième saison de la série d'animation DuckTales. Il prête également sa voix à Earl dans le podcast narratif de QCode (en), Carrier (en), qui met en scène Cynthia Erivo qui porte également la casquette de productrice. Enfin,
s'il joue un rôle secondaire dans la comédie noire Business Ethics (en) de Nick Wernham, il incarne notamment le directeur du Secret Service David Gentry dans le film d'action La Chute du Président (Angel Has Fallen), troisième volet de la trilogie La Chute portée par Gerard Butler,.
En 2020, il prête sa voix au capitaine tout au long de la troisième saison de la série d'animation Castlevania, d'après la franchise vidéoludique du même nom. Introduit durant sa deuxième saison, Lance Reddick prête sa voix à l'agent du FBI Clappers entre 2020 et 2022[réf. nécessaire] dans la série d'animation Paradise PD. Il apparait dans le film romantique Sylvie's Love (en) de Eugene Ashe (en), le drame One Night in Miami, première réalisation de l'actrice Regina King, tout en tenant le rôle d'un pasteur dans la comédie Faith Based (en) de Vincent Masciale,,. Luke Barnett (en) qui joue le rôle principal en plus de produire et d'écrire le film, parle de l'implication de Reddick : « De la même manière qu'il s'engagerait pour Shakespeare, il s'est engagé à jouer un pasteur maladroit portant un costume pour fonds verts[…]Donc c'était vraiment amusant d'écrire des lignes et des scénarios idiots et absurdes dans lesquels il pourrait être, sachant qu'il les traiterait comme s'il s'agissait d'un prestigieux drame. »,.
Enfin, accompagné par Corey Hawkins, Toni Collette ou encore Haley Joel Osment, il rejoint la troisième saison de la fiction audio de science-fiction Dust.
En 2021 pour le réseau QCode (en), il joue dans le podcast narratif de science fiction From Now, porté par Richard Madden et Brian Cox. Toujours dans le milieu du podcast, il participe pour Amazon Music et Wondery à la fiction Tomorrow, qui fait suite à la comédie musicale Annie. Il joue également un professeur d'ingénierie dans le septième épisode de la cinquième saison de la sitcom Young Sheldon. Enfin, il apparait dans la grosse production Godzilla vs Kong qui marque ses retrouvailles avec le réalisateur Adam Wingard. Dans ce nouveau volet du MonsterVerse, Reddick ne fait qu'une brève apparition dans la peau du directeur de l'organisation MONARCH, plusieurs de ses scènes ayant été coupées.
En 2022, il prête sa voix au personnage de Thomas Wayne dans la fiction audio Batman: Unburied disponible sur Spotify. Il retrouve également les créateurs de Paradise PD pour les besoins de la série d'animation Farzar, dans laquelle il prête sa voix à Renzo. Il reprend le personnage d'Alan Rails dans le dérivé The Vindicators (en), accompagné par Gillian Jacobs, Christian Slater et Maurice LaMarche. Toujours la même année il endosse le rôle d'Albert Wesker dans la série Resident Evil sur Netflix, d'après la franchise vidéoludique du même nom. La série est annulée au bout d'une saison. Il retrouve le personnage de Sylens dans le jeu vidéo Horizon Forbidden West. Enfin, il apparait dans le dernier épisode de l'émission à sketchesA Black Lady Sketch Show.
En 2023, il prête sa voix à Thordak dans la série d'animation La Légende de Vox Machina, diffusée sur Prime Video.

#### Apparitions posthumes
Lance Reddick reprend son rôle de Charon dans le film John Wick: Chapter 4, qui sort le 24 mars 2023 aux États-Unis, soit sept jours après l'annonce de sa mort,. Il est également annoncé pour reprendre le personnage dans le dérivé Ballerina, porté par Ana de Armas.
Il apparaît dans le film Les Blancs ne savent pas sauter qui sort le 19 mai 2023 aux États-Unis.
En juillet 2023, il participe à l'épisode spécial de la série d'animation Invincible, d'après les comics de Robert Kirkman. Il prête sa voix au personnage d'Erickson, un agent gouvernemental qui traque Samantha Eve Wilkins, la super-héroïne en devenir Atom Eve.
En décembre 2021, il est annoncé à la distribution d'un biopic sur la femme politique américaine Shirley Chisholm.
En mai 2022, Reddick, Kaya Scodelario et Ben Hardy, sont annoncés mener le thriller de science-fiction Apteros réalisé par Edward Anderson. En décembre 2022, Lance Reddick est annoncé au cours de la cérémonie des The Game Awards dans le rôle du personnage de comics Hellboy, créé par Mike Mignola, pour les besoins du jeu vidéo roguelike action-aventure Hellboy: Web of Wyrd (en). Le titre sort le 18 octobre 2023.
En janvier 2023, Lance Reddick est annoncé dans le rôle du dieu Zeus pour la série de Disney + Percy Jackson et les Olympiens, d'après les romans de Rick Riordan. Il apparait fin janvier 2024 dans le dernier épisode de la première saison.
Il est également annoncé dans le rôle du capitaine Blakely dans une nouvelle adaptation par William Friedkin de la pièce The Caine Mutiny Court-Martial (en) pour Paramount Global et la chaine Showtime, diffusée en octobre 2023.
En fin d'année, il reprend son rôle d'Irvin Irving dans le dernier épisode de la deuxième saison du dérivé Bosch: Legacy. Enfin, il succède à Giancarlo Esposito dans le rôle du méchant de DC Comics Lex Luthor dans la série d'animation Kite Man: Hell Yeah!, dérivé de la série Harley Quinn lancé courant 2024.

### Vie privée
Lance Reddick et Suzanne Yvonne Louis se sont mariés le 7 septembre 1986. Elle était sage-femme certifiée, athlète et créatrice de bijoux. Elle est décédée le 3 novembre 2011 des suites d’une crise cardiaque. Ils ont eu deux enfants.
Il se remarie avec Stephanie Reddick, le couple s’est rencontré en 1999 au Minnesota, lorsque Lance jouait dans une pièce de théâtre. Ils n’ont pas eu d’enfants ensemble.

### Mort
Le 17 mars 2023, le média TMZ annonce la mort de l'acteur dans sa maison située dans le quartier Studio City de Los Angeles, à l'âge de 60 ans, des suites d'une maladie cardiaque. Il est incinéré.

## Filmographie

### Cinéma
- 1998 : De grandes espérances (Great Expectations) de Alfonso Cuarón : Anton Le Farge
- 1998 : Godzilla de Roland Emmerich : un soldat sur le pont de Manhattan (non crédité)
- 1998 : Couvre-feu (The Siege) de Edward Zwick : l'agent Floyd Rose
- 2000 : Je rêvais de l'Afrique (I Dreamed of Africa) de Hugh Hudson : Simon
- 2001 : Pas un mot de Gary Fleder : Arnie
- 2002 : Bridget de Amos Kollek : Black
- 2004 : Brother to Brother de Rodney Evans (en) : James Baldwin
- 2006 : Sale Boulot (Dirty Work) de Bob Saget : Manning
- 2008 : Tennessee de Aaron Woodley : Frank
- 2009 : The Way of War de John R. Carter : l'homme Noir
- 2010 : Jonah Hex de Jimmy Hayward : Smith
- 2011 : Remains de Colin Theys : Ramsey
- 2012 : De leurs propres ailes (Won't Back Down) de Daniel Barnz : Charles Alberts
- 2013 : St. Sebastian : Ives
- 2013 : White House Down de Roland Emmerich : le général Caulfield
- 2013 : Old Boy de Spike Lee : Daniel Newcombe
- 2014 : Faults de Riley Stearns : Mick
- 2014 : The Guest d'Adam Wingard : Carver
- 2014 : John Wick de David Leitch et Chad Stahelski : Charon
- 2014 : Search Party de Scot Armstrong (en) : Cal McKenzie
- 2014 : Parallel Man: Infinite Pursuit : Atlas (court-métrage d'animation)
- 2017 : John Wick 2 de Chad Stahelski : Charon
- 2018 : Little Woods de Nia DaCosta : Carter
- 2018 : Canal Street (en) de Rhyan LaMarr : Jerry Shaw
- 2018 : The Domestics de Mike P. Nelson : Nathan Wood
- 2018 : Monster Party (en) de Chris von Hoffmann : Milo
- 2019 : John Wick Parabellum de Chad Stahelski : Charon
- 2019 : La Chute du Président (Angel Has Fallen) de Ric Roman Waugh : Gentry
- 2019 : Business Ethics (en) de Nick Wernham : le professeur Wrightway
- 2020 : Faith Based (en)de Vincent Masciale : le pasteur Mike
- 2020 : Sylvie's Love (en) de Eugene Ashe (en) : M. Jay
- 2020 : One Night in Miami de Regina King : Kareem X
- 2021 : Godzilla vs Kong d'Adam Wingard : Guillermin
- 2023 : John Wick : Chapitre 4 (John Wick: Chapter 4) de Chad Stahelski : Charon
- 2023 : Les Blancs ne savent pas sauter (White Men Can't Jump) de Calmatic : Benji Allen
- 2023 : L'Affaire de la mutinerie du Caine (The Caine Mutiny Court-Martial) de William Friedkin : le capitaine Luther Blakely
- 2024 : Shirley de John Ridley : Wesley McDonald 'Mac' Holder
- 2025 : Ballerina de Len Wiseman : Charon

### Télévision
- 1996 : New York Undercover : Oscar Griffin (saison 2, épisode 22)
- 1996 : Swift Justice (en) : Jim Stark (saison 1, épisode 9)
- 1997 : Une nounou d'enfer (The Nanny) : Stage Hand (saison 5, épisode 8)
- 1997 : What the Deaf Man Heard (en) : George Thacker (téléfilm)
- 1998 : The Fixer : Tyrell Holmes (téléfilm)
- 1998 : La Famille trahie : le premier membre du jury (téléfilm)
- 1999 : À la Maison-Blanche (The West Wing) : un officier de police (saison 1, épisode 10)
- 2000 : Falcone (en) : l'inspecteur Willis Simms (3 épisodes)
- 2000 : The Corner : Marvin (2 épisodes)
- 2000 : New York, unité spéciale : médecin-légiste Taylor (saison 1, épisodes 16 et 22)
- 2000-2001 : Oz : Desmond Mobay / John Basil / l'inspecteur Johnny Basil
- 2000-2001 : New York, unité spéciale : médecin-légiste Taylor (saison 2, épisodes 1, 16 et 19)
- 2000-2004 : New York, police judiciaire : un juré (saison 11, épisode 2), le capitaine Maruga Gasana (saison 12, épisode 4) et l'agent du FBI Jamal Atkinson saison 14, épisode 14)
- 2001 : New York, unité spéciale : médecin-légiste Taylor (saison 3, épisode 8)
- 2002 : Keep the Faith, Baby : Jay Raymond Jones (téléfilm)
- 2002 : Tribunal central : Kwame Sekou (saison 2, épisode 17)
- 2002-2008 : Sur écoute (The Wire) : le lieutenant Cedric Daniels (60 épisodes)
- 2003 : New York, section criminelle : Jack Bernard (saison 2, épisode 14)
- 2005 : Independent Lens (en) : James
- 2005-2006 : Les Experts : Miami : l'agent David Park (saisons 3 et 4, 3 épisodes)
- 2007 : Numb3rs : le lieutenant Steve Davidson (saison 3, épisode 15)
- 2008-2009 : Lost : Les Disparus (Lost) : Matthew Abaddon (4 épisodes)
- 2008-2013 : Fringe : Phillip Broyles (90 épisodes)
- 2010 : Svetlana (en) : Lance (saison 1, épisode 12)
- 2011 : It's Always Sunny in Philadelphia : Reggie (saison 7, épisode 5)
- 2012 : Avengers : L'Équipe des super-héros (The Avengers: Earth's Mightiest Heroes) : Sam Wilson / Faucon (animation, 2 épisodes)
- 2012 : Dr0ne : Nissen (web-série)
- 2012 : Funny or Die : apparition dans le sketche, Toys R Me
- 2012-2013 : Tron : La Révolte (Tron: Uprising) : Cutler (animation, 3 épisodes)
- 2013 : Wilfred : Dr Blum (saison 3, épisode 8)
- 2013 : The Eric Andre Show : lui-même
- 2013 : NTSF:SD:SUV:: (en) : Todd Broger (saison 3, épisode 5)
- 2014 : Prenez garde à Batman ! : Ra's al Ghul (animation, 3 épisodes)
- 2014 : Intelligence : DCI Jeffrey Tetazoo (5 épisodes)
- 2014 : Blacklist : The Cowboy (saison 1, épisodes 15 et 16)
- 2014 : Key & Peele : membre de la famille Johnson
- 2014 et 2018 : American Horror Story : Papa Legba (saisons 3 et 8, 4 épisodes)
- 2014-2021 : Harry Bosch : Irvin Irving (68 épisodes)
- 2015 : Castle : Keith Kaufman (saison 7, épisode 23)
- 2016 : Quantum Break : Martin Hatch (mini-série)
- 2016 : Mary + Jane (en) : David (épisode 5)
- 2017 : Rick et Morty : Alan Rails (animation, saison 3, épisode 4)
- 2018-2020 : Corporate (en) : Christian DeVille (18 épisodes)
- 2019 : La Bande à Picsou (DuckTales) : Lunaris (animation, 5 épisodes)
- 2020 : Castlevania : le capitaine (animation, 10 épisodes)
- 2020-2022 : Paradise Police : l'agent Clappers (animation, 12 épisodes)
- 2021 : Young Sheldon : le professeur Boucher (saison 5, épisode 7)
- 2022 : Resident Evil : Albert Wesker
- 2022 : Farzar : Renzo (animation, 7 épisodes)
- 2022 : The Vindicators (en) : Alan Rails (animation, 10 épisodes)
- 2022 : A Black Lady Sketch Show : apparition dans le sketche, It's a New Day, Africa America
- 2023 : Invincible : Erickson (animation, épisode spécial)
- 2023 : Percy Jackson et les Olympiens : Zeus (saison 1, épisode 8)
- 2023 : Bosch: Legacy : Irvin Irving (saison 2, épisode 10)
- 2023-2024 : La Légende de Vox Machina (The Legend of Vox Machina) : Thordak (animation, 9 épisodes)
- 2024 : Kite Man: Hell Yeah! : Lex Luthor (animation, 2 épisodes - en cours)

## Ludographie
- 2009 : 50 Cent: Blood on the Sand : Carter
- 2013 : Payday 2 : Charon
- 2014 : Destiny : Commandant Zavala
- 2015 : Destiny : Le Roi des Corrompus : Commandant Zavala
- 2016 : Quantum Break : Martin Hatch
- 2017 : Horizon Zero Dawn : Sylens
- 2017 : John Wick Chronicles : Charon
- 2017-? : Destiny 2 : Commandant Zavala (Keith David lui succède à partir de l'extension The Final Shape)
- 2019 : John Wick Hex (en) : Charon
- 2022 : Horizon Forbidden West : Sylens
- 2023 : Hellboy: Web of Wyrd (en) : Hellboy

## Fictions audio
- 2019 : Carrier (en) : Earl
- 2020 : Dust : l'empereur
- 2020-2021 : From Now : l'agent White
- 2022 : Batman: Unburied : Thomas Wayne
- 2022 : Tomorrow : Oliver Warbucks

## Discographie
- 2007 : Contemplations & Remembrances

## Voix francophones
En version française, Lance Reddick est dans un premier temps doublé par Mathieu Buscatto dans New York, police judiciaire et New York, unité spéciale mais aussi par Éric Aubrahn dans le téléfilm La Famille trahie.
Par la suite, Thierry Desroses devient sa voix régulière à partir de Sur écoute, le doublant dans la quasi-totalité de ses apparitions. Il le retrouve notamment dans Lost, Fringe, John Wick, Harry Bosch, La Chute du Président ou encore Godzilla vs Kong. Parallèlement, Daniel Njo Lobé le double dans American Horror Story, tout comme Hervé Furic dans Blacklist et Frantz Confiac dans Percy Jackson et les Olympiens.